# Micromus variolosus
Micromus variolosus is een insect uit de familie van de bruine gaasvliegen (Hemerobiidae), die tot de orde netvleugeligen (Neuroptera) behoort. 
Micromus variolosus is voor het eerst wetenschappelijk beschreven door Hagen in 1886.